# Dolichometra
Dolichometra es un género de plantas con flores perteneciente a la familia de las rubiáceas. Incluye una sola especie: Dolichometra leucantha K.Schum. (1904).